# Pastoret
Pastoret es una empresa española de lácteos con sede en San Guim de Freixanet, provincia de Lérida. Fue fundada por Xavier Pont y Teresa Vallès en 1992, y comprada por el grupo alimentario francés Andros (matriz de Dhul) en 2023 con el objetivo de expandir internacionalmente la marca. 
En origen, Pastoret se inició como un pequeño obrador artesanal que vendía requesón a nivel local en la comarca de la Segarra. Con el tiempo, la gama de productos se amplió para incluir yogur, kéfir, quesos frescos, crema catalana, flanes y crème fraîche, manteniendo los procesos artesanales, vacas que pastan en libertad y un compromiso con el medio ambiente que incluye evitar el uso de envases de plástico y la repoblación forestal. En la actualidad, la compañía domina el segmento «premium» del mercado de yogures en España.
En el año 2023, Pastoret alcanzó una facturación de 39 millones de euros.